# Nísia Floresta
Nísia Floresta est une ville brésilienne, de l'État du Rio Grande do Norte, située au bord de l'océan Atlantique dans le Nord-Est du pays.
La ville s'appelait originairement Papari. Son actuelle dénomination, en l'honneur de la poétesse Nísia Floresta Brasileira Augusta qui y est née, lui a été donnée après sa mort.

## Économie
L'économie locale est basée sur l'agriculture et le tourisme. Ces dernières années, la culture de la crevette (en portugais camarão) s'est énormément développée, tant que Nísia Floresta y a gagné le surnom de Terra dos camarãoes (Terre des crevettes).

## Tourisme
Le tourisme est présent sur la plage de Barra de Tabatinga (pt), grâce à une moyenne de 300 jours ensoleillés par an. Tous les après-midis, à proximité de Mirante dos Golfinhos, il est possible d'y voir des bancs de dauphins.
La forêt nationale de Nísia Floresta s'étend sur le territoire de la municipalité.